# 1873年硬幣法令
《1873年硬幣法令》（英語：Coinage Act of 1873）又称《1873年铸币局法令》（Mint Act of 1873），编号17 Stat. 424，是全面修订美国铸币局相关法律的法案。法案禁止人们将白银送到美国铸币局打造成拥有完全法定货币地位的标准银元，美国的金银复本位至此划上句点，全面进入金本位时代。受此影响，法案之后多年争议不断，期望通货膨胀的人们谴责法案是“1873年的罪行”（Crime of '73）。
《1837年硬幣法令》早在1869年已显过时，财政部长乔治·S·鲍特韦尔要求货币副监理约翰·杰伊·诺克斯起草修订法案，再经俄亥俄州联邦参议员约翰·舍曼在国会提出。此时白银价格甚高，很少有人会将之送到铸币局铸造成币，但诺克斯及其他官员准确预见包括康斯托克矿脉在内的多个白银富矿会促使银价下跌，导致大量银币涌入市场，届时金本位将岌岌可危。法案在国会等待批准的前后近三年间，很少有人想到此举会终结金银复本位，国会议员辩论的主要是其他规定。除中止标准银元授权外，法案还将三种低面额硬币作废。1873年2月12日，法案经尤利西斯·辛普森·格兰特总统签字生效。
1876年银价下跌后，生产商将银块送到铸币局，希望将其铸成硬币，但却得知这已为法律所不容，由此引发的政治争议影响深远，一直持续到19世纪结束，民意分裂成相互对立的两大派系，一派坚持金本位和通货紧缩，另一派则相信自由铸造银币是经济繁荣的必要手段。有传言称法案的批准过程腐败丛生，但缺乏实质证据。1900年将金本位明确写入法律后，美国最终在1971年将法案彻底废弃。

## 背景
美国铸币局是由《1792年硬幣法令》授权建立。成立之初的数十年里，美国公民可以将黄金和白银存入铸币局，由该局打造成硬币返还。同时金和银都拥有法定货币地位，所以能够转制成货币使用，一美元对应的金、银份量也都有法律规定。使用两种金属分别定义货币价值，即为复本位制。由于金、银在世界各地的市场价格会不断变化，复本位制有可能导致货币价值不稳。受上述价格差异的影响，美国金币和银币外流严重，国内商品交易中难得一见，大部分流通硬币都是别国生产。
1834年，国会小幅下调美元价值，美国金币和银币（统称商品货币）的重量也随之减轻，此举令硬币出口不再像之前那样划算，两种贵金属硬币在国内商品交易中也变得更为常见。硬币通流率加大后，国会重新审视铸币局相关法规，发现许多规定都已过时。1837年，国会制订《1837年硬幣法令》，全面修订铸币局相关法规。根据新的规定，存入金锭或银锭的顾客可以直接从新建立的基金中拿到等值款项，无需等待金属实际制作成币。金、银对应美元的价值还经小幅调整，确保两种贵金属制成的硬币都能在美国境内顺利流通。

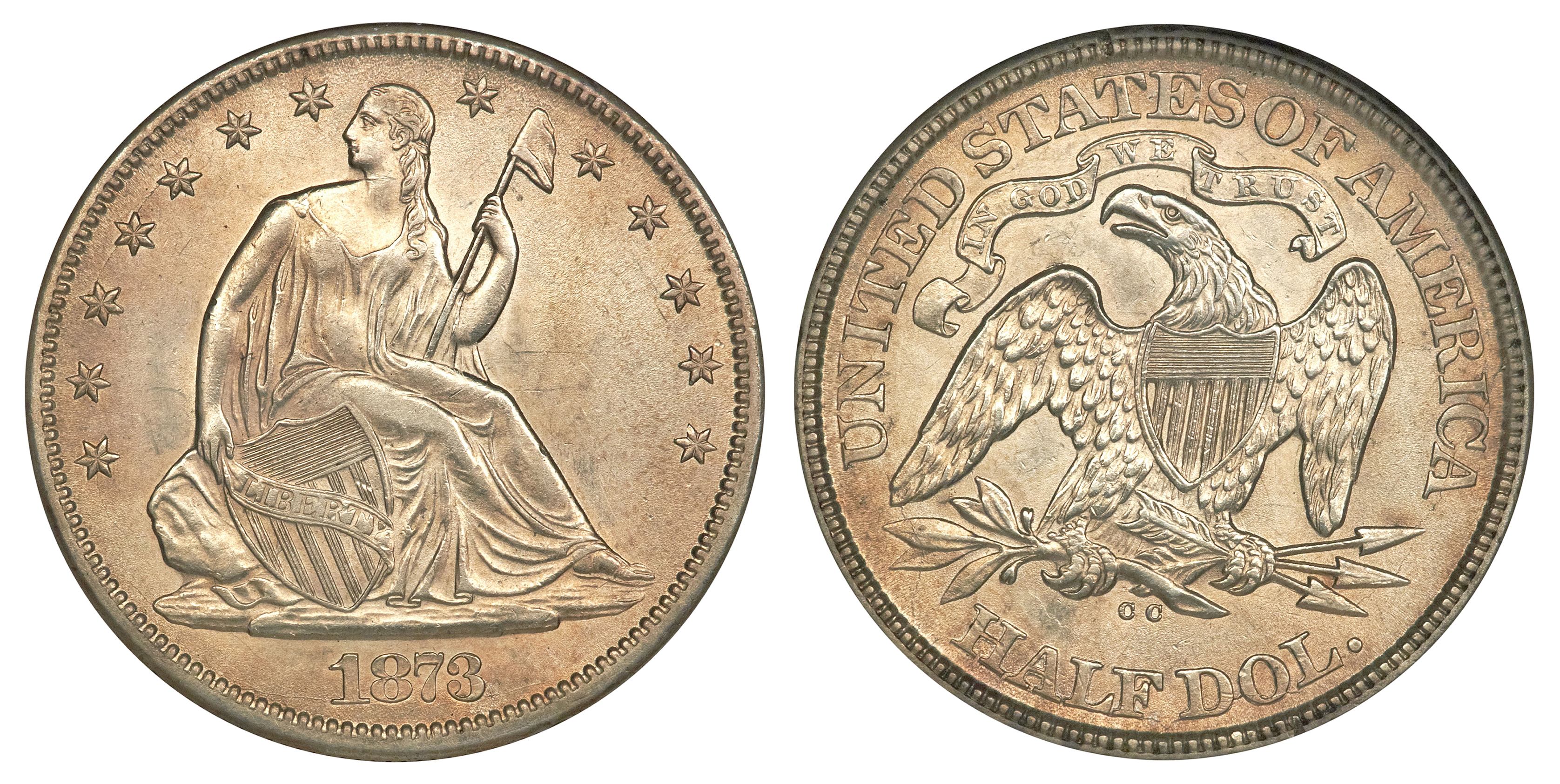
根据1853年通过的法案，储户不能再把金属存入铸币局打造成半美元硬币。

加利福尼亚淘金潮令市场上的黄金供应量大幅增多，致使白银兑黄金的相对价格上涨，银币的金属价值因此超过面值，导致大量白银流往海外融熔。尽管以田纳西州联邦众议员、之后的美国总统安德鲁·约翰逊为首的派系口诛笔伐，但国会还是在1853年下调小面额银币的含银量，促进银币流通。在此以前，存入银锭的储户可以选择换取面额不低于五美分的任何面值银币，但根据1853年的法案，半角和半美元硬币的含银量减少，储户今后也不能再用银锭换取这两种面额的硬币。储户此时还能选择把银锭制成银元，但此时银价甚高，把银锭用在其他地方更加划算。所以只要银价居高不下，美国就会一直处于金本位占绝对主导的状态。
虽然很少有人把银锭存入铸币局铸造成硬币，但铸币局却可以用重量较轻的新出产银币以高于市场正常水平的价格购买银锭。但国会已下令新版轻银币只能用黄金购买，以确保流入市场的银币数量不会超出实际需求，因此铸币局的上述做法是违法的。银币的法定支付上限为五美元，如果货币供应量太大，商品交易可能会受到巨大影响。这种情况已经成为现实，许多商人和银行家因法定支付上限影响而不得不在向经纪商支付款项时承受折扣损失。
南北战争导致美国经济陷入泥潭，绝大多数联邦硬币都被囤积起来，原本的货币过剩变成短缺。退出市场流通速度最慢的是贱金属制成的分币，因为这种硬币的价值完全来自政府担保，并且此时人们对政府的信心也已动摇。但过了一段时间，分币也从商品交易中消失，换取分币同样要付出比面值更高的代价。为满足市场对硬币的需求，人们不得不采用包括辅币和商家代币在内的各种权宜之计。1864年，国会开始授权发行贱金属硬币，预计这些硬币不会被囤积。国会法案将分币的重量减小并以青铜制作，同时要求二美分硬币也采用同样金属材质。次年，国会授权发行三美分镍币，1866年，五美分镍币（如今简称“镍币”）又开始投产。二美分硬币起初颇得市场认可，但随着公众逐渐倾向使用尺寸更小、更加方便的镍币，二美分的产量逐渐下降。
内战期间，联邦政府为支付战时必要支出而发行绿钞，虽然这种纸币的价值没有金、银支撑，完全由政府担保，但的确起到为战争融资的作用。19世纪60年代末，美国政界对政府何时要恢复采用金、银偿还债务意见不一。财政部长休·麦卡洛克认为最好是尽快将绿钞退出市场，这样黄金和白银就会取而代之。麦卡洛克将理念付诸实践，但国会认为这种倾向通货紧缩的立场会伤及美国经济，因此插手阻止。随着西部出产的白银日积月累，银价逐渐下跌，将银锭存入铸币局换取硬币因此变成有利可图的营生，进而导致19世纪60年代末到70年代初的银币产量大幅上升。银币同样拥有法定货币地位，部分官员担心大量流入市场的银币会产生劣币驱逐良币效应，导致黄金退出市场，危及美国的金本位。
距铸币局大部分银币还来自定期存入银锭的年份已经过去20年，许多人都已忘记美国自1792年开始就一直在施行金银复本位。很多人把金本位视为唯一可行的选择，觉得美国就是像大英帝国和德意志帝国这些强国一样实行金本位。

## 起因和构想

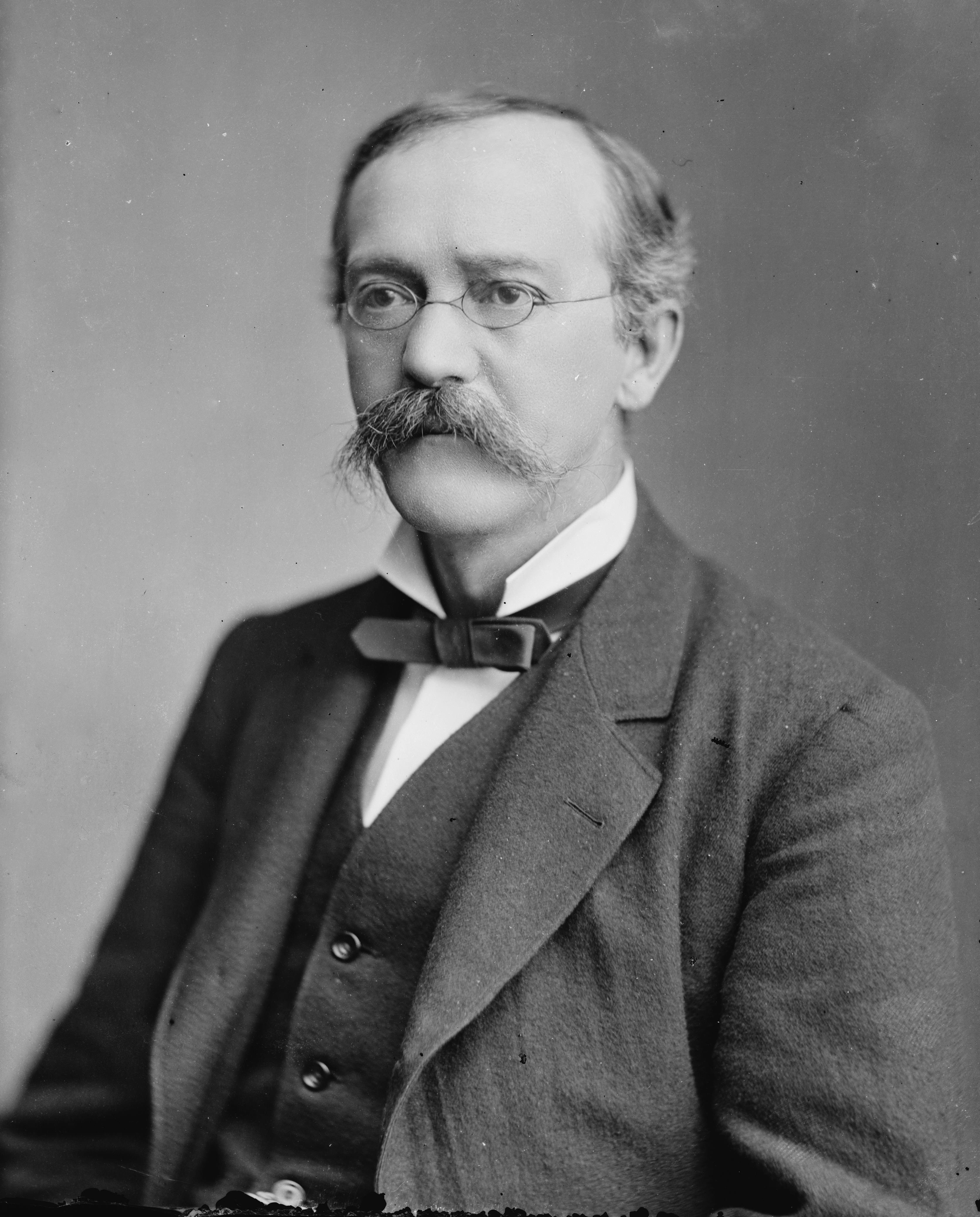
约翰·杰伊·诺克斯（马修·布雷迪摄）

1866年，财政部长麦克洛克因旧金山铸币局亏损近25万美元而派约翰·杰伊·诺克斯（John Jay Knox）前去调查。诺克斯发现，该局部分官员经非正式途径易手贵金属，导致铸币局账面不一致，只是因为缺乏收据而无法确知哪些人应对此负责。1869年，继任麦克洛克部长职务的乔治·S·鲍特韦尔又派已当上货币副监理的诺克斯前去铸币局其他办事处调查，发现纽约冶金化验办事处存在严重违规和大量政府资产流失。诺克斯又一次发现该办事处的会计程序不合规，官员甚至无法找到铸币局规章制度的副本。
1867年，国际货币会议在巴黎召开，探讨如何让多个国家采用通用标准铸造金币。英国的金索维林和美国的五美元金币经过小幅调整就同25法郎等价，所以会上提出法国开始铸造25法郎硬币，英美两国则相应调整硬币。这些提议虽然均未实行，但俄亥俄州联邦参议员约翰·舍曼还是在1868年1月提出法案，要求正式将美国置入金本位，取消白银的法偿资格，落实国际货币会议上的建议。
诺克斯曾在1866年的报告中建议彻底修订铸币局相关法律，到了1870年1月，鲍特韦尔终于指示他准备草案。诺克斯在完成这项新任务的过程中得到前铸币局局长亨利·林德曼（Henry Linderman）的协助。林德曼此时在财政部工作，办公地点不受限制，铸币局局长办公室迁至首都哥伦比亚特区后，他于1873年成为首位入主新办公室的局长。
诺克斯完成的法案草案建议废除许多过时的法规，并改写其他多项法律。他提出取消标准银元，建议用重量更轻、法定支付上限更低的银元取代，同时提议将铸币局局长的办公室从费城迁至首都，取消铸币局生产金条时按0.5%比例收取的费用，废除铸币局的司库和冶金部门，将权责移交各分局总监。除林德曼外，诺克斯在起草法案期间还曾咨询多名前铸币局官员意见，如前铸币局局长姆斯·罗斯·斯诺登（James Ross Snowden）和罗伯特·帕特森（Robert M. Patterson），以及费城铸币局前首席铸币员富兰克林·皮尔。1870年4月25日，铸币局局长詹姆斯·波拉德（James Pollard）将法案递交国会。

## 审议和通过

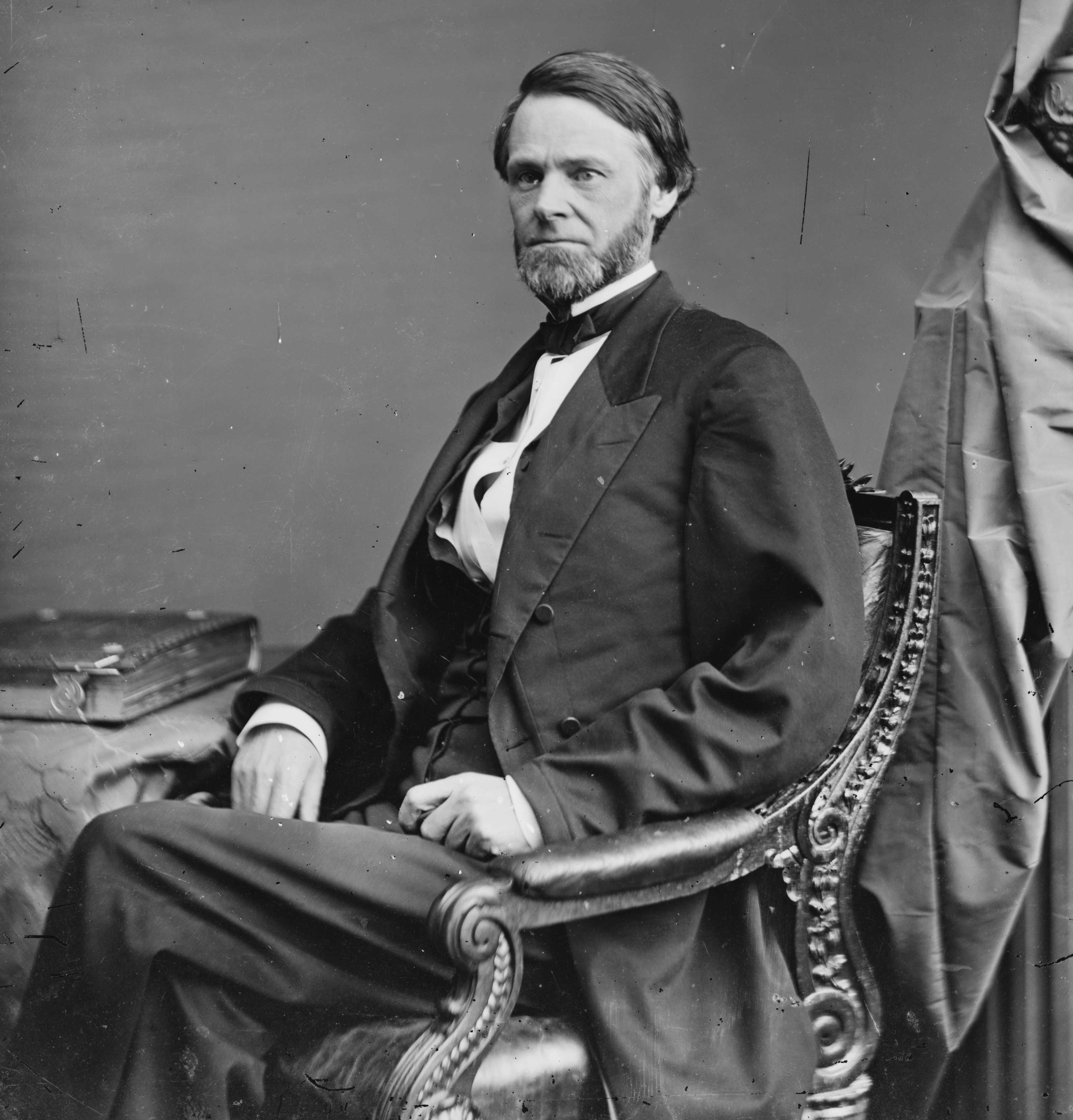
联邦参议员约翰·舍曼

1870年4月28日，舍曼向国会引荐法案，法案随即转交他担任主席的参议院财政委员会审核。由于议员忙于辩论其他金融立法，舍曼没有急于推动法案在这届国会议程通过。法案审议的近三年间几乎没有报纸关注，只有金融行业的专家及其他人士在密切关注事态进展。1871年1月9日，舍曼将法案递交参议院辩论。在场议员关注的主要是取消铸币费用（铸币局将金锭或银锭转制成硬币所收取的服务费）问题，根本就没有人提及取消标准银元，进而废除金银复本位。在许多参议员眼中（特别是来自西部的参议员），是否取消铸币费用将直接影响采矿和精炼企业（这两类企业此时都很有影响）的收益，所以特别值得关注。舍曼提出保留铸币费用的修正案，但西部参议员指责此举对金矿矿主和精炼企业主不公平，修正案最终以23票赞成，26票反对未获通过。1月10日，参议院经表决以36票赞成、14票反对通过法案，但舍曼本人投的却是反对票。法案接下来移交联邦众议院，铸币和度量衡委员会主席、宾夕法尼亚州联邦众议员威廉·凯利（William D. Kelley）于2月25日在众议院提出，经过短暂商议，法案转交他负责的委员会审核。第41届联邦国会于1871年3月3日休会，众议院此时依然没有审核参议院之前通过的法案，最终法案只能胎死腹中。
1871年12月国会再度开幕后，凯利重新在众议院提出法案。来自费城的凯利与企业家约瑟夫·沃顿（Joseph Wharton）关系良好，沃顿在距费城不远的肯顿拥有一家金属镍精炼厂，铸币局用于生产三美分和五美分贱金属硬币的镍就是在他手中购买，并且货源完全由他垄断，没有对手竞标。凯利此次所提法案建议当时采用青铜制作的分币也改用铜镍合金打造，众议院于1872年1月9日就法案开展辩论，沃顿利益集团立刻成为众矢之的。纽约州联邦众议员克拉克森·波特嘲讽凯利所提出的“宾夕法尼亚诡计”（this Pennsylvania contrivance）就是为了让“宾夕法尼亚州那位先生（指沃顿）获得垄断地位。”另一位纽约州议员德怀特·汤森（Dwight Townsend）对这样的法案还要花大量时间来讨论才能表决感到反感，提议直接搁置法案，虽然口头表决时有过半议员赞同他的动议，但表决人数未达法定人数，之后唱名表决时他又未能得到足够支持。次日，密苏里州众议员詹姆斯·麦考密克（James R. McCormick）提出修正案，要求铸币局的镍采购要公开招标——密苏里州也有多个镍矿商，麦考密克就是他们在国会的代表。凯利无意接纳麦考密克提出的修正案，将法案发回铸币和度量衡委员会。
1872年4月9日，法案经马萨诸塞州众议员、众议员银行和货币委员会主席塞缪尔·胡珀（Samuel Hooper）之手重返众议院。他向议会逐节介绍法案，声称法案可以令美国进入金本位时代。包括波特和凯利在内的许多议员在随后的辩论中表示他们理解法案在金本位方面的作用。法案中还要求联邦政府对镍采购公开投标，但由于凯利指控波特企图为纽约金银商人牟利，法案之后同样撤回。受此次争执影响，其他纽约州议员都站到法案的对立面。5月27日，胡珀提出替代法案，这次居然没有经过首读就以110票赞成，13票反对在众议院通过。同诺克斯最初起草的法案相比，众议院通过的版本将角币、25美分硬币和半美元三种银币的重量小幅增大，但即便略有加重，每一美元这三种硬币的重量仍然只有25克，低于即将废除的标准银元。
国会接下来休会至12月，财政部长鲍特韦尔在这个月初发布年度报告，呼吁国会通过法案。同月16日，法案移交舍曼的委员会审核。法案中没有用铜镍合金生产分币的计划，原本重量减轻的银元由貿易銀元取代，但这种银币的主要发行目的是争夺东亚市场，在美国镜内的法定支付上限不高。1873年1月7日，法案送回参议院，参议院于同月17日开始辩论。
法案规定所有尺寸较大的美国硬币上要刻上老鹰，这项要求成为议员的辩论主题之一。林德曼曾建议修改法案，要求金币和硬币上以文字注明重量和纯度，这也意味着硬币上的老鹰必须取消。但是，这项修正案经舍曼提出后遭加利福尼亚州参议员尤金·卡塞利（Eugene Casserly）反对，声称“要是像半美元或25美分这样的硬币上连只老鹰都没有，这根本无法想象。”参议院最终以24票赞成，26票反对否决修正案，所以老鹰继续保留。卡塞利接下来又提议完全取消2%的铸币税，但未获通过。舍曼尽可能快地推动法案，最终法案未经正式纪录表决便予通过。众议院起初拒绝批准贸易银元，舍曼和波特分别带领两院代表组建委员会商讨，最终众议院接受参议院的贸易银元修正案。法案接下来未经进一步辩论就在两院通过，再于1873年2月12日经尤利西斯·辛普森·格兰特总统签字生效。前后近三年的审核议程中，国会始终没有加入保留标准银元的条款，让储户能够打铸币局存入银锭打造成硬币。

### 立法者的意图

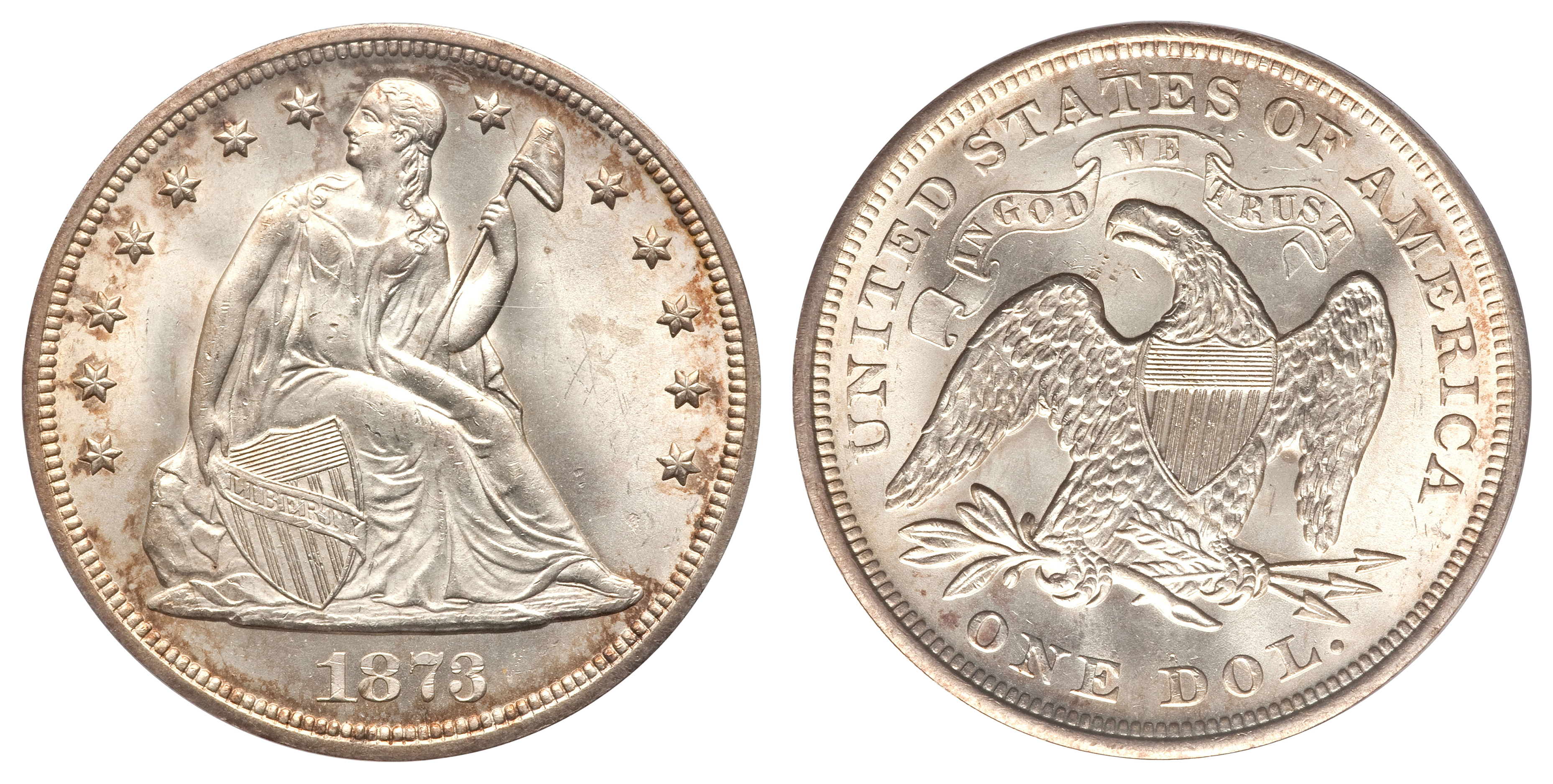
《1873年硬幣法令》将标准银元废除

生效多年后，《1873年硬幣法令》成为政坛争论焦点，包括舍曼和林德曼在内的部分参与法案制定的议员和政府官员表示，他们当时并没有终结金银复本位的意图，也没想过要取消普通公民将银锭转制成银元的权利，还称1853年通过的法案就已经禁止人们把银锭铸成小面额硬币，1873年法案只不过是增补之前法案的遗漏，淘汰市场上难得一见，产量又非常低的硬币。不过，他们的说法有时会出现矛盾之处：鲍特韦尔曾在回忆录中写道：“1873年时我就已经相信，每个国家认可、建立和维持金本位都是明智之举……因此我决定抛弃双重标准（指金银复本位）。”
短短几年后，人们普遍相信政府并非有意通过1873年法案取消标准银元授权，也没有要让美国全面进入金本位时代的意图。金银复本位的支持者称法案是“1873年的罪行”，这种四处流传的阴谋论引起人们反感，反过来促使他们相信立法者当时心中并没有这些算盘。进入20世纪后，许多历史学家也觉得情况就是如此。尼尔·卡罗瑟斯（Neil Carothers）在1930年出版的小面额美国货币历史著作中指出：“其他许多证据都表明，这并不是银币敌人暗渡陈仓的腐败行径。他们不过是澄清铸币相关法律，并没有故意要取消标准银元……推动1873年法律通过的任何一方都没有意识到（法案会起到）废除金银复本位合法存在根基的重大影响。”另据历史学家艾伦·温斯坦（Allen Weinstein）记载：“从传统解释来看，废止白银法定货币地位很大程度上只是《1873年硬幣法令》计划外的副作用，并非有意为之，法案很大程度上只是对铸币局法律的繁杂技术修订。”
但在经济学家米尔顿·佛利民看来，立法者和政府官员“毫无疑问（从一开始就）有意取消标准银元，（他们）完全明白法案可能产生的影响，而且坚信这些影响都是可取的。”他还援引沃尔特·纽金特（Walter T. K. Nugent）1968年的著作《1865至1880年：金钱和美国社会》（Money and American Society, 1865—1880）为证：

正如纽金特文献中详细记载的那样，参议院财政委员会主席、联邦参议员约翰·舍曼至少在1867年就决心取消白银的货币地位，在他的安排下，1869年末就已有能够达成此项目标的法案完稿。从那时起，舍曼、林德曼，还有当时是货币副监理、之后转为正职的约翰·杰伊·诺克斯和财政部长乔治·鲍特威尔相互协作，推动废除白银货币地位的铸币法案。

诺克斯和林德曼都很了解西部的银矿开采情况，都知道银锭产量只会越来越高，很可能导致银价跌至低于每金衡制盎司1.2929美元的基准线，这样银元面值（一美元）就会比其中所含的白银价值还高。诺克斯还在草案附带的解说中明确表示，废止银元也就意味着终结美国的金银复本位。鲍特威尔也曾在1872年的年度报告中呼吁国会禁止私人储户将银锭送至铸币局转制成硬币，以免政府一方面需以黄金付款，另一方面却只能回收银元，最终银元也无法流通，只能煊融。纽金特对此称：“当诺克斯、林德曼、鲍特威尔、舍曼等人计划取消银元时，他们知道这么做的后果吗？如果他们不知道，那这简直不可思议，诺克斯的解说就足以明确。那么他们又是否因担心银价下跌而推动银元废除呢？没人对此明确表态，但事实无疑就是如此。”

## 条款

### 第1至12条：铸币局及官员职能
自美国铸币局成立伊始，局长的办公室就设在费城分局，另外几家分局的冶金部门由分局总监支配。1873年的法案将局长办公室迁至哥伦比亚特区，局长在此管理新成立的总局、同时继续负责所有分局和冶金部门。局长由在任总统提名，联邦参议院确认，任期五年但可由总统中途解职。从此以后，费城铸币局也像另外几间分局一样由分局总监直接管辖。法案还将铸币局正式划归财政部。铸币局局长起初是直接向总统汇报工作，但随着时间的推移，国会通过多项法案令局长听命于财政部长。
除新增费城分局总监（波洛克为首任总监）、取消各分局司库外，法案对铸币局其他部门职能的变更很小。除总监外，每间分局都配有冶金分析师、熔融和精炼师、铸币员等职务，每人都须负责铸币过程中的某些工序，上任前均要缴纳一定数额的保证金，如果在职期间因失职对政府造成损失，就需扣减保证金赔偿。费城分局还配有雕刻师（有时叫首席雕刻师），负责制备铸币模具、准备设计方案，但铸币局局长可以在得到财政部长批准的情况下聘请外界艺术家设计硬币。这项允许聘请外来人士提供设计的规定源自前局长帕特森的建议。法案还写入各职务的薪金待遇和保证金数额，明确规定所有官员由总统提名，参议院确认，1792和1837年版的硬幣法令都有同类规定。法案还定下铸币局各职务临时出缺时，任命他人继任的程序要求。

### 第13至39条：硬币和金银储存
法案第14至16条授权铸币局能够生产的硬币种类，正是这部分内容因没有包含标准银元而在日后引发争议。从1853年开始，将银锭存入铸币局的储户就只能选择打造成银元。虽然法案允许人们把白银换成贸易银元，但这种硬币比老版银元重，法定支付上限同法案授权的其他银币一样只有五美元，不像老版银元那样没有上限。法案规定所有金币都没有法偿上限，而且即便经长年使用出现磨损，只要20年后其重量减幅不超过0.5个百分点，就可以直接全额更换。如果金币重量减幅超过0.5%，那么最后持有这些金币的储户就会遭受相应重量的价值损失。
1873年法案中止授权的另外几种硬币分别是二美分硬币、三美分银币和半角硬币（同样含有白银）。其中前两种硬币的流通率相当有限，但半角硬币在旧金山铸币局的产量很高，以满足不待见纸币的西部市场需求。法案授权发行的硬币分别是：分币（一美分）、三美分镍币、五美分镍币、角币（十美分）、25美分、半美元、贸易银元、一美元金币、2.5美元金币（四分之一鹰）、三美元金币、半鹰金币（五美元）、鹰扬金币（十美元）和双鹰金币（二十美元）。
法案还对每种硬币的规格给出明确规定。青铜材质的分币保持不变。角币、25美分和半美元略有加重，确保每种硬币累积到一美元时都正好重25克，之前五美分镍币的重量已经定在五克。法案规定除三美分镍币、五美分镍币、一美元金币和三美元金币直径太小，无法刻上老鹰外，所有美国硬币背面都要刻上老鹰，正面则必须是自由的象征。此外，硬币上必须刻有格言（“合众为一”），背面还必须刻上国家的全名（“美利坚合众国”）。之前于1865年3月3日通过、授权发行三美分镍币的法案允许美国硬币上加刻格言（“我们相信上帝”），1873年法案对此未作干涉。新法案还规定，任何人都可以将已经过时或还在继续发行的贱金属硬币凑足20美元后到财政部更换大额纸币或金币，这点也同1871年颁布的法案一致。
这部分条款的其他规定包括：储户可以存入银锭换取贸易银元或银条，不能打造成其他硬币。不过，铸币局之后两年可以用银币通过费城分局或铸币局驻纽约冶金办事处购买银锭生产硬币。根据1853年通过的法案，铸币局用银币购买白银实际上为法不容，但铸币局各任局长长期以来一直允许这种做法，所以1873年的法案直接将之合法化。

### 第40至50条：检测及化验委员会

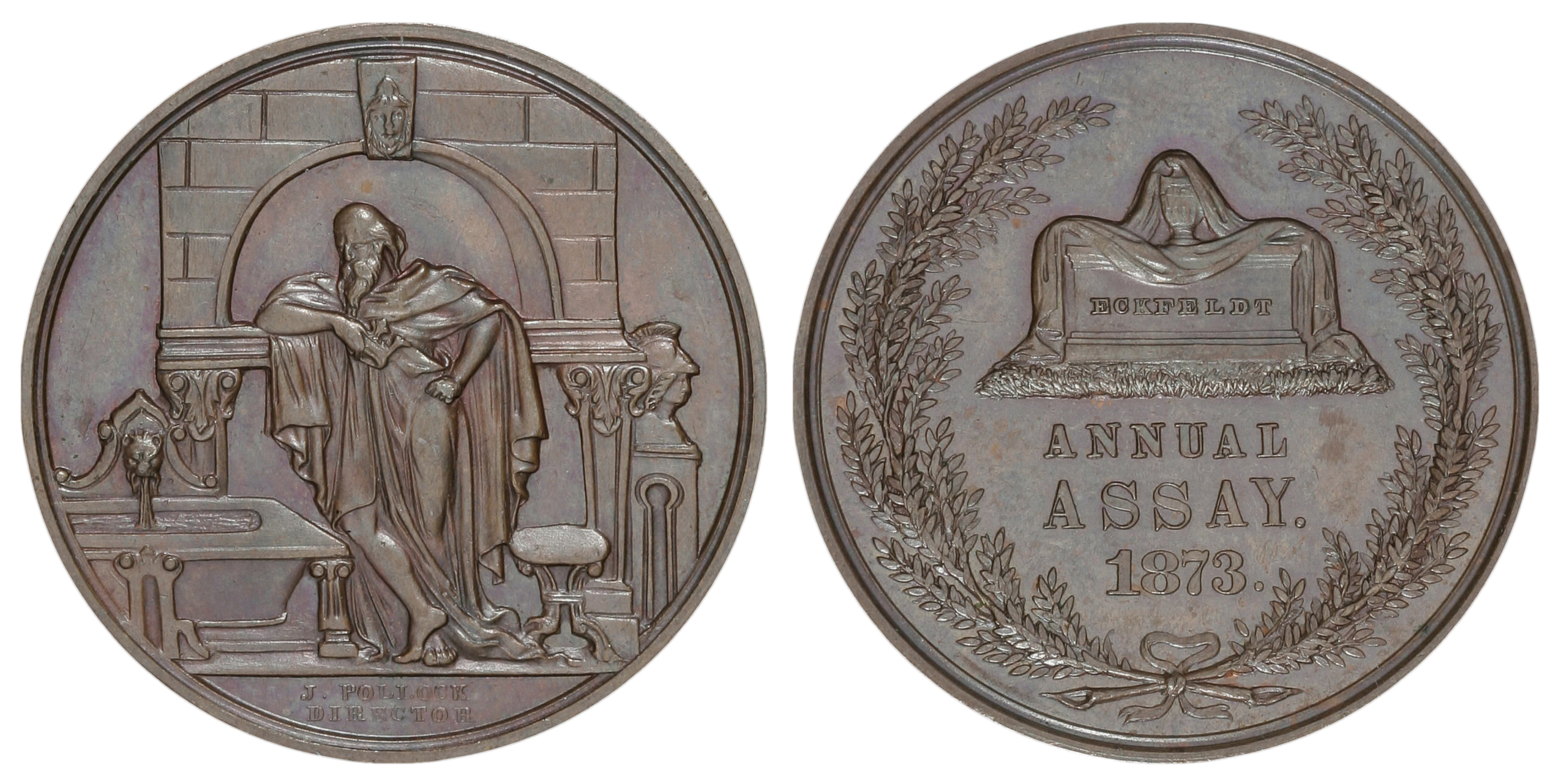
铸币局首席雕刻师威廉·巴伯为1873年化验委员会刻制的勋章。背面的棺木旨在纪念不久前去世的费城铸币分局冶金分析师雅各布·艾克菲尔特。

从1797开始，美国化验委员会几乎每年都会在费城铸币局会晤，直至1980年取消时止。委员会由政府官员和民众代表组成，主要目的是检验铸币局发行的金币或银币，确保它们都符合标准。
根据1837年通过的法案，美国宾夕法尼亚东部联邦地区法院的法官、该司法辖区的联邦检察官，以及费城港的海关收账员都是化验委员会的固定成员。《1873年硬幣法令》规定该院法官依然是委员会成员，但取消检察官和收账员的任命，由财政部货币监理和铸币局驻纽约冶金化验办事处的冶金分析师取代。1837年的法案授权总统每年从普遍民众中任命委员，这项规定在1873年法案中保留。1873年的法案还定下详细的取样程序，各分局铸币员选样后用信封密封并转交费城分局，化验委员会每年二月在此会晤。
法案还规定铸币员应如何处理帐目，除化验委员会主持的检测外还应如何开展内部检测。法案授权铸币局继续保留铸币基金，以便存入金银的储户无需等待实际铸币过程就能拿到硬币，或通过其他形式返还金额。铸币局还需以1827年美国驻伦敦大使购买的一金衡制磅为正式标准，保留称重依据，并且每年经化验委员会见证在费城分局检验。

### 第51至67条：刑事责任及杂项
法案第51至53条对之前数十年间已证明颇具争议的事项作出规定。第51条规定所有硬币正面模具需在年末销毁，因为大部分面额硬币的标称年份都刻在正面。19世纪50年代斯诺登担任局长期间，铸币局曾将某些罕见的早期年份硬币重铸并卖给收藏家，或是同他们交换其他罕见硬币。根据法案第52条，费城分局可以铸造国家勋章或奖章，但禁止生产私人勋章或奖章。富兰克林·皮尔担任首席铸币员期间曾长期利用费城分局设施经营奖章和勋章生意，此举引发争议，他也在1854年被富兰克林·皮尔斯总统开除。第53条规定铸币局的铸币税收入必须上缴财政部，不能直接用这些钱来支付铸币局开支和人员薪金。帕特森担任局长期间（他在1851年退休），铸币局曾将铸币税收留用，花销过程也不受国会监督。
第54至60条主要规管铸币局局长直接领导的冶金化验办事处。每个办事处的管理形式同铸币分局类似，由总监负责，另有冶金分析师、熔融和精炼师两名下属官员。第61至64条禁止伪造货币、蓄意减轻硬币重量获取金属等，并对每项违法行为定下惩罚措施。第65条属过渡条款，规定法案从1873年4月1日起生效，任命原铸币局局长波洛克出任费城分局总监，各分局司库则从这天起担任助理财政部长（原职被新法取消）。第66条为每间铸币分局和冶金化验办事处命名，第67条则是法案名称：《一千八百七十三年的硬幣法令》。

## 余波

### 法案通过后的反响
半角硬币被废除时还在西部流通，导致当地小额货币短缺。为了解决这个问题，国会授权发行20美分硬币，但事实证明这种硬币不得民心，其设计图案和尺寸都极易同25美分硬币混淆，所以民众非常反感，铸币局只在1875和1876年生产过流通币。美国西部没有足够零钱流通的问题一直持续了30多年，直到1908和1912年旧金山铸币分局分别开始生产分币和五美分镍币后才解决。发行贸易银元的既定目标是同墨西哥银元争夺东亚市场，但这种硬币并没有获得当地居民的全面认可。出产的许多银币根本就未能出口，还有许多之后又辗转回到美国。虽然这种银元的法定支付上限仅有五美元，但因其市场价格低于面值，许多雇主于是大量购买并用来支付雇员薪水。1876年，国会将贸易银元的原有法定支付上限撤销；1878年，铸币局开始只面向收藏家打造贸易银元，并且1885年后就停止生产。1887年，国会给出六个月时限，允许贸易银元的持有者换取其他货币，但前提是这些银币上不能有在东亚流通时人们留下的牙印。

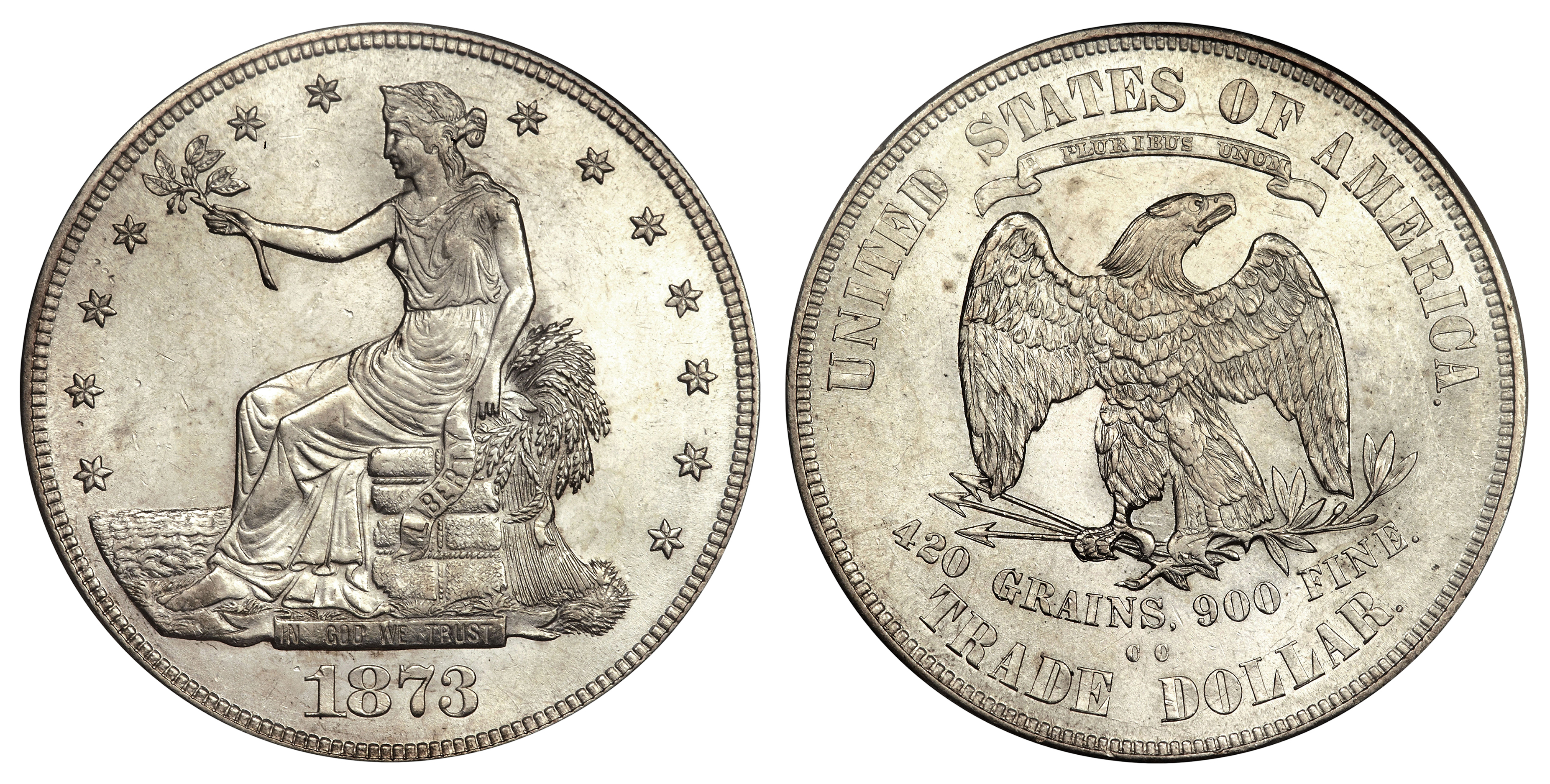
意图在东亚市场流通的貿易銀元未能达成既定目标，在美国境内流通时反倒引发争议。

正如佛利民指出的那样，如果银价一直保持高位，那么1873年法案取消标准银元之举就根本无关紧要。到1874年时，西部多间银矿和德国取消银币货币地位后引发的白银倾销共同影响，迫使银价下跌。许多白银生产商还不知道法律已经变更，直到将银锭送到铸币局希望打造成银币时才知道这已为法不容。据钱币史学家唐·塔克西（Don Taxay）记载，“焦虑、紧张和激动接踵而至，在此期间，多名国会议员装出一副对（法案）废除（银元）一无所知的模样，坚称这是他人暗渡陈仓加进铸币局法案。”1878年，特拉华州一名生产商致信该州联邦参议员托马斯·F·贝亚德，信中这样写道：“起初……我对所有这些有关白银的问题完全一无所知，这种情况是如此普遍，仿佛除了国会议员外，别的所有人都不知道这回事！我根本不知道白银已被剥夺货币地位。”
法案通过同年，美国发生严重的经济衰退并一直持续到19世纪70年代末，人称1873年恐慌。许多人开始认为金本位在这种经济困难时期已经过于僵化，希望恢复金银复本位。此时实施金银复本位会引发通货膨胀，减轻债务人的偿债压力。银价继续下跌，到1876年中期，一美元新版硬币中所含白银的价值已经只有75美分，不过银价接下来又略有回升。
1875年初，国会通过法案恢复硬币的货币地位（指金币和银币），从1879年开始生效。佛利民对此指出，如果没有1873年的法案，那么这项恢复硬币支付的法案就会行之有效地令美国进入银本位时代。在他看来，银本位对此时的美国更有利，可以令经济局势更加稳定，而且“肯定可以避免”19世纪90年代人称1893年恐慌的经济衰退。

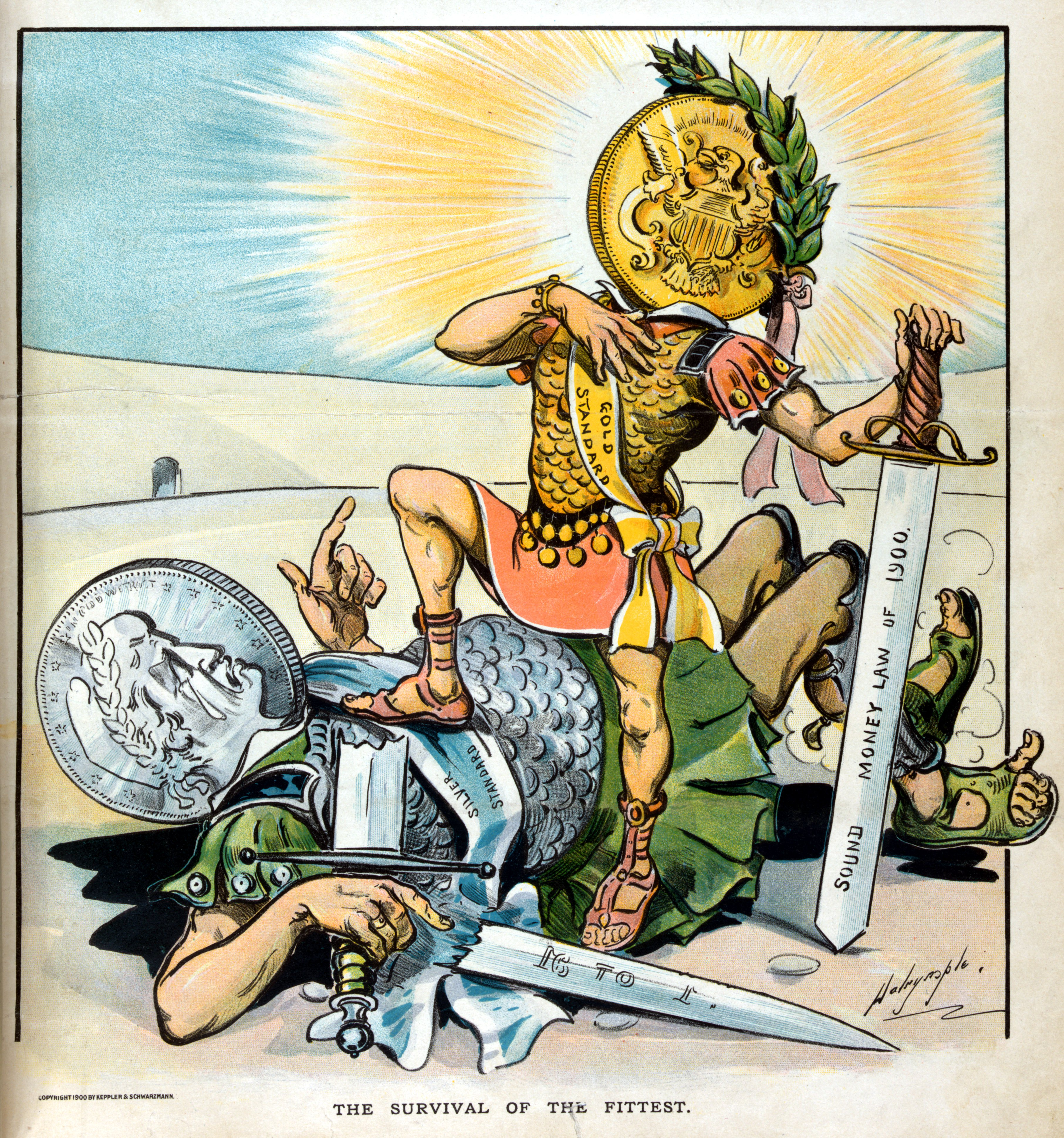
1900年3月，《普克》杂志封面刊出讽刺漫画《金本位的胜利》。

19世纪70年代，支持金银复本位的呼声逐渐滋长，国会因此在1878年2月下旬推翻拉瑟福德·伯查德·海斯总统的否决通过《布兰德－艾利森法案》（Bland–Allison Act），要求财政部每个月购买数百万美元银锭打造成已恢复法偿地位的银元。白银的支持浪朝还令国会在1890年通过《谢尔曼白银采购法案》，大幅提升政府需要购买的白银数额，并要求财政部使用可兑换成黄金的纸币购买。接下来三年间，财政部支出的黄金价值达1亿3200万美元，为避免国家再度陷入经济衰退，格罗弗·克利夫兰设法确保国会废除白银采购法。
自由铸造银币运动在1896年内布拉斯加州前联邦众议员威廉·詹宁斯·布莱恩的竞选活动中达到高潮，布莱恩在这年的民主党全国大会上发表黄金十字演讲谴责金本位，呼吁民主党人积极抵抗。布莱恩在总统大选中不敌俄亥俄州前州长威廉·麦金莱，国会之后在1900年通过《金本位法案》，正式将金本位定为法律。为带领美国走出大萧条，富兰克林·德拉诺·罗斯福上台后实行多项新政，令国家逐渐摆脱金本位，最终美国的金本位直到1971年才在理查德·尼克松总统任内彻底终结。

### “1873年的罪行”

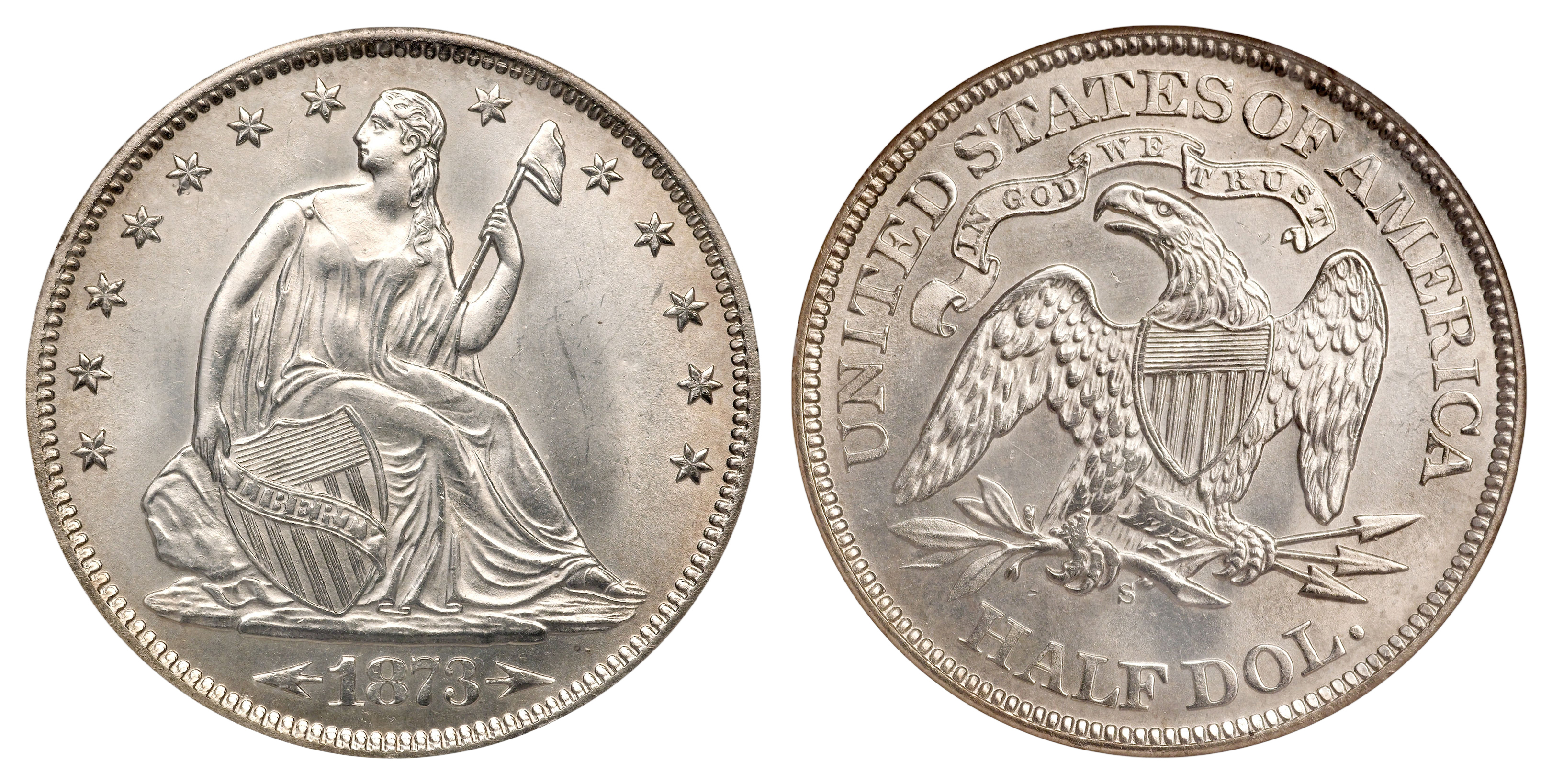
这枚半美元硬币正面年份“1873”两边的箭头代表这是法案通过后面世的硬币，其重量比法案通过前的半美元大，达到12.5克。

1873年4月1日，《亚特兰大宪法报》（The Atlanta Constitution）发文报导新版硬幣法令通过。文中称法案废除二美分硬币并授权发行贸易银元，但未提及法案中止标准银元授权的消息。1876年前，《1873年硬幣法令》没有遭遇大范围的反对呼声。但在多项因素共同影响下，民间的抗议浪潮愈演愈烈：由于恢复硬币货币地位可能导致货币供应量突然增加，财政部一度施行货币紧缩政策；银价以前所未有的速度急剧下跌；贸易银元在东亚市场不受待见，只能回到国内流通。与此同时，康斯托克矿脉（Comstock Lode）及西部其他矿区的银矿产量都创下历史新高。由于国家深陷经济泥潭难以自拔，许多人将白银视为通胀货币、刺激经济发展的必要手段。
从1876年3月开始，前报社编辑乔治·韦斯顿（George Weston）将多封信件发布出版，信中断言联邦宪法已经保证金银复本位的法律地位，质疑国会何以能通过《1873年硬幣法令》。多家持同等立场的报纸开始在文章中影射议会当时腐败横行，许多议员都拿了富豪资本家的好处，这才导致法案通过。1876年8月5日，密苏里州联邦众议员理查德·布兰德（Richard P. Bland）在众议院发言时声称：“1873年2月12日的法案就是场骗局，因为法案标题上根本没有任何有关其真实意图的线索。纪录表明，这项法案是偷偷摸摸通过的，议会根本没有重新审议和辩论。”1878年，凯利声称自己当年在众议院提出法案时压根儿没有意识到这会剥夺银元的货币地位。
据联邦众议员胡珀1872年在众议会证实，英国财经作家欧内斯特·赛伊德（Ernest Seyd）曾对法案文本提供建议，视1873年法案为罪行的人因此把赛伊德当作众夭之的。他们指控赛伊德是一群持有美国债券的英国债权人所派的间谍，用10万英镑（当时相当于约55万美元）收买国会议员，达到剥夺白银货币地位的目的。凯利否认这一说法，但许多人依旧坚信不移，故事也成为支持银币运动中的普遍共识。1890年，阿肯色州众议员托马斯·麦克雷（Thomas C. McRae）在众议院宣称赛伊德肯定贿赂过国会议员。但是，赛伊德实际上热衷支持金银复本位，强烈反对美国取消白银的货币地位。虽然他的确曾应胡珀之邀分析法案，但他给出的意见还是主张保留银元的法偿资格。
1890年7月10日，科罗拉多州联邦参议员亨利·特勒（Henry M. Teller）在国会辩论时称：“自由铸币的战斗已经打响，而且会持续下去，直到人民的意旨制订成法律，恢复白银的应有地位，不再因1873年的罪行或失误而蒙尘。”这也是联邦国会辩论中首度出现“1873年的罪行”这种说法。多年间，国会辩论中曾反复出现以“罪行”代称《1873年硬幣法令》的情况。1889年，曾于1873年对法案投下赞成票的内华达州参议员威廉·斯图尔特（William M. Stewart）在一次演讲中称法案为“罪行”达七次之多。

## 脚注
1. ↑  Lange，第40頁.
2. 1 2  Taxay，第217–221頁.
3. ↑  Lange，第41–42頁.
4. ↑  Lange，第47頁.
5. ↑  Lange，第91–92頁.
6. ↑  Carothers，第186–192頁.
7. ↑  Van Ryzin，第140頁.
8. ↑  Carothers，第180, 193–194頁.
9. ↑  Taxay，第241–242頁.
10. ↑  Taxay，第243–245頁.
11. ↑  Carothers，第200頁.
12. ↑  Nugent，第9–11頁.
13. ↑  Nugent，第91–95頁.
14. ↑  Nugent，第147–149頁.
15. ↑  Nugent，第33–34頁.
16. 1 2 3  Van Ryzin，第53頁.
17. ↑  Carothers，第209頁.
18. ↑  Nugent，第67–100, 105頁.
19. ↑  Carothers，第226頁.
20. 1 2  Van Ryzin，第54頁.
21. 1 2  Taxay，第250頁.
22. ↑  Taxay，第251頁.
23. ↑  Van Ryzin，第59頁.
24. ↑  Nugent，第138頁.
25. ↑  Nugent，第140頁.
26. ↑  Nugent，第145頁.
27. ↑  Weinstein，第318頁.
28. 1 2 3 4  Taxay，第254頁.
29. ↑  Carothers，第231頁.
30. ↑  Nugent，第147頁.
31. ↑  Nugent，第149–151頁.
32. ↑  Nugent，第149–150頁.
33. ↑  Nugent，第152頁.
34. ↑  Nugent，第152, 156頁.
35. ↑  Carothers，第232頁.
36. ↑  Taxay，第256–257頁.
37. ↑  Van Ryzin，第107頁.
38. ↑  Taxay，第257頁.
39. 1 2  Nugent，第160–161頁.
40. 1 2  Van Ryzin，第96頁.
41. ↑  Van Ryzin，第96–97頁.
42. 1 2 3  Taxay，第258頁.
43. ↑  Van Ryzin，第117頁.
44. ↑  Nugent，第168–170頁.
45. ↑  Nugent，第169頁.
46. ↑  Nugent，第168頁.
47. ↑  Carothers，第235頁.
48. ↑  Weinstein，第310頁.
49. 1 2  Friedman，第1166頁.
50. ↑  Nugent，第136頁.
51. ↑  Friedman，第1172頁.
52. ↑  Van Ryzin，第106頁.
53. ↑  Nugent，第136–137頁.
54. ↑  Bureau of the Mint，第50–51頁.
55. ↑  Bureau of the Mint，第51頁.
56. ↑  1873年12月9日纽约时报.
57. 1 2  Bureau of the Mint，第51–53頁.
58. ↑  Nugent，第156頁.
59. ↑  Taxay，第258–259頁.
60. ↑  Bureau of the Mint，第31頁.
61. 1 2  Bureau of the Mint，第54頁.
62. ↑  Breen，第255–258頁.
63. ↑  Bureau of the Mint，第47–48頁.
64. ↑  Bureau of the Mint，第55頁.
65. ↑  Bureau of the Mint，第57頁.
66. ↑  Bureau of the Mint，第50頁.
67. ↑  Bureau of the Mint，第56–57頁.
68. ↑  Taxay，第253–254頁.
69. ↑  Pessolano-Filos，第9頁.
70. ↑  Coin World Almanac，第163–164頁.
71. ↑  Bureau of the Mint，第35, 59–61頁.
72. ↑  Bureau of the Mint，第59–61頁.
73. 1 2 3  Bureau of the Mint，第62頁.
74. ↑  Taxay，第191頁.
75. ↑  Taxay，第188–190頁.
76. ↑  Taxay，第180頁.
77. ↑  Bureau of the Mint，第62–66頁.
78. ↑  Breen，第295–298, 334頁.
79. ↑  Van Ryzin，第124–132頁.
80. ↑  Taxay，第284頁.
81. ↑  Friedman，第1168頁.
82. 1 2  Taxay，第259頁.
83. ↑  Weinstein，第308頁.
84. ↑  Nugent，第195頁.
85. ↑  Barnett，第179頁.
86. ↑  Carothers，第249頁.
87. ↑  Carothers，第248頁.
88. ↑  Friedman，第1172–1176頁.
89. ↑  Van Ryzin，第143, 196–198頁.
90. ↑  Van Ryzin，第205–206頁.
91. ↑  Van Ryzin，第247–254頁.
92. ↑  历史频道：历史上的今天——1933年6月5日，富兰克林·德拉诺·罗斯福带领美国摆脱金本位.
93. ↑  1873年4月1日亚特兰大宪法报.
94. ↑  Van Ryzin，第179–180頁.
95. ↑  Van Ryzin，第180–181頁.
96. ↑  Taxay，第260–261頁.
97. 1 2  Van Ryzin，第190頁.
98. ↑  Nugent，第163頁.
99. ↑  Friedman，第1165頁.
100. ↑  Weinstein，第320 n.60頁.
101. ↑  Barnett，第181頁.
102. ↑  Barnett，第180頁.
103. ↑  Van Ryzin，第116頁.

## 扩展阅读
- DeCanio, Samuel. . Studies in American Political Development. 2011, 25 (1): 1–26  [2016-07-11]. doi:10.1017/S0898588X11000010. （原始内容存档于2016-03-04）.
- O'Leary, Paul M. . Journal of Political Economy. 1960, 68 (4): 388–392. JSTOR 1830011. doi:10.1086/258345.